# Pablo Gallardo
Pablo Gallardo Zurera (Sevilla, 19 de febrero de 1986), más conocido como Gallardo, es un exfutbolista español que jugaba en la posición de defensa. 

## Trayectoria
Gallardo jugó en Segunda con el filial sevillista, del que ha sido capitán. El 9 de junio de 2009 fue fichado por el R. C. Recreativo de Huelva de Segunda División de España, comprometiéndose para jugar las tres siguientes temporadas en el equipo onubense, tras su descenso a Segunda División. En la temporada 19-20 fichó por el C. D. Ciudad de Lucena del que fue capitán hasta la temporada 2020-21. En la temporada 2021-22 volvió al Real Club Recreativo de Huelva. Se retiró en este equipo el 29 de agosto de 2022.

## Clubes
| Club                       | País      | Año       |
| -------------------------- | --------- | --------- |
| Sevilla Atlético Club      | España    | 2006-2009 |
| R. C. Recreativo de Huelva | España    | 2009-2011 |
| Deportivo Alavés           | España    | 2011-2012 |
| C. F. Badalona             | España    | 2012-2013 |
| Burgos C. F.               | España    | 2013-2014 |
| Sporting Clube de Goa      | India     | 2014      |
| Arroyo C. P.               | España    | 2015      |
| Dreams Metro Gallery       | Hong Kong | 2015-2016 |
| Atlético de Kolkata        | India     | 2016      |
| C. D. Palencia Balompié    | España    | 2017      |
| Dreams Sports Club         | Hong Kong | 2017-2019 |
| C. D. Ciudad de Lucena     | España    | 2019-2021 |
| R. C. Recreativo de Huelva | España    | 2021-2022 |